# Гайда Пилип
Пили́п Га́йда (24 вересня 1892, с. Пронятин, нині в межах м. Тернополя — 30 серпня 1989, м. Детройт) — український галицький громадський діяч, педагог, громадський діяч, вояк армії УНР і УГА.

## Життєпис
Народився 24 вересня 1892 року в с. Пронятин (Королівство Галичини та Володимирії, Австро-Угорщина, нині в межах м. Тернополя, Тернопільська область, Україна).
Закінчив Українську гімназію Тернополя у 1913 році (у 1912/1913 навчальному році був учнем VIIIb класу), студіював на філософському факультеті Львівського університету (1913—1914), по тому — університету у Граці (Австрія, 1922—1926).
1914—1915 рр. — брав участь в 1-й світовій війні як старшина австрійської армії. У березні 1915 р. потрапив у російський полон під час капітуляції фортеці м.Перемишль. У 1915—1917 рр. перебував у таборі австрійських полонених в м.Ташкент. В 1917 р. разом з групою українців втік звідти і прибув до м.Київ, де брав участь у подіях української революції. В лютому 1918 р. його мало не розстріляли російські більшовики Муравйова, які саме захопили місто. Працював за УД в міністерстві шляхів, в тому числі був перекладачем під час поїздки делегації цього міністерства УД до Німеччини. Після приходу до влади Директорії УНР вступив до лав підрозділу армії УНР — січових стрільців, де був старшиною відділу. Наприкінці 1919 р. після поранення і перехворівши на тиф, приєднався до УГА, поручник Переходового відділу 1 корпусу.
Командир 3-го куреня 4-го полку Січових Стрільців, учасник повстанчої групи отамана Волинця. Брав участь в організації університету в Кам'янці на Поділлі.
1929 року на вшанування пам'яті 68-х роковин смерті Тараса Шевченка в Тернополі серед інших брали участь мішаний і жіночий хори гімназій під керівництвом Пилипа Гайди.
Вчителював у Тернополі: у 1927—1935 роках — в гімназії товариства «Рідна школа» (викладав українську мов), польськомовної гімназії (1935—1939), СШ № 3 (1939—1941). У 1941 по 1944 роки — в Тернопільській гімназії як професор.
З 1944 року на еміграції, з 1949 — у США, там і жив до смерті (помер 30 серпня 1989 року в м. Детройт).
1992 року в Тернополі друком вийшла його праця «Тернопіль в історії українського театру. Тернопіль: погляд крізь століття — історія міста очима емігрантів».
Внук о. Павло Гайда, священник УГКЦ.